# Autoestrada A37
Die Autoestrada A37 ist eine Autobahn in Portugal. Die Autobahn beginnt in Lissabon und endet in Sintra.

## Größere Städte an der Autobahn
- Lissabon
- Sintra